# Vilchesia valenciai
Vilchesia valenciai is een keversoort uit de familie boktorren (Cerambycidae). De wetenschappelijke naam van de soort is voor het eerst geldig gepubliceerd in 1980 door Cerda.